# Diffusore acustico
Un diffusore acustico, o anche semplicemente diffusore, è un trasduttore o un insieme di trasduttori che trasformano il segnale elettrico proveniente da un amplificatore audio in suono.

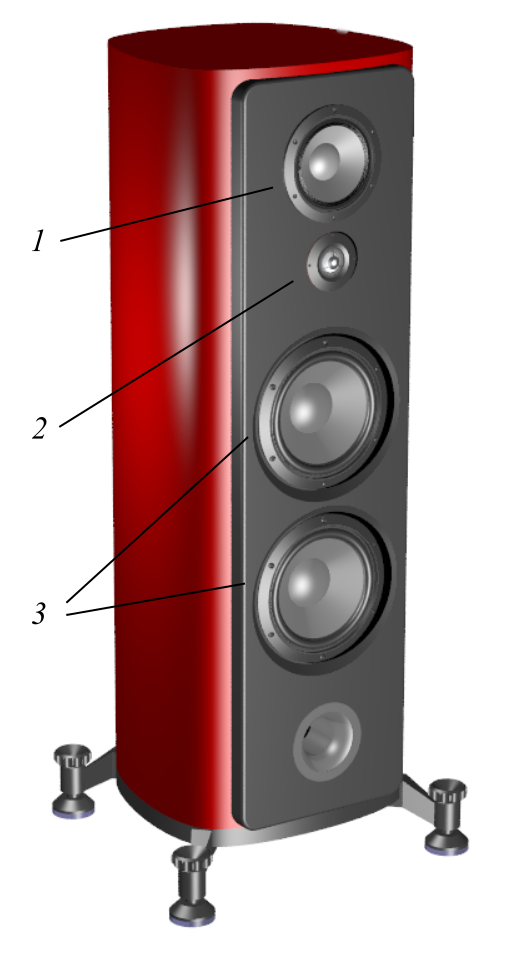
Diffusore acustico domestico
1. altoparlante medi (Midrange)
2. altoparlante per alti o acuti (Tweeter)
3. altoparlante per bassi Woofer

## Storia
Nel corso degli anni sono stati sviluppati metodi e tecnologie costruttive diverse. Il metodo più semplice tuttora usato è costituito da una cassa a forma di parallelepipedo con una delle facciate (detta baffle) utilizzata per alloggiare gli altoparlanti.
Fin dagli anni quaranta per la riproduzione della musica si è usato un diffusore chiamato bass reflex (nei decenni successivi comparve una variante chiamata Irrotax), una cassa dotata di fori e/o tubi di accordo che sfrutta un principio fisico chiamato risuonatore di Helmholtz; questo tipo di cassa offre in genere una buona efficienza in bassa frequenza con potenza elettrica relativamente bassa, per contro, deve avere dimensioni piuttosto grandi. Di dimensioni ancora maggiori sono i diffusori caricati da un condotto a tromba, che può essere dritto o ripiegato, disposto frontalmente all'altoparlante oppure posteriormente. Celebre per gli appassionati il Klipschorn, un modello di diffusore a tromba ripiegata interamente in legno, in produzione da oltre mezzo secolo.
Negli anni cinquanta col diffondersi di apparecchi ad alta fedeltà, si ebbe l'esigenza di avere casse con dimensioni compatibili all'ambiente d'ascolto domestico; si iniziò a usare il sistema a sospensione pneumatica, una piccola cassa chiusa ermeticamente, contenente altoparlanti di nuova generazione. Nonostante le ridotte dimensioni, questo sistema presenta una buona linearità, il principale svantaggio è la bassa efficienza all'estremo inferiore della banda riprodotta, che impone l'utilizzo di maggior potenza di amplificazione a parità di volume sonoro generato rispetto al bass reflex.
Un altro esempio di diffusore passivo è il diffusore di Schroeder Questo particolare diffusore non ha trasduttori elettromeccanici e appartiene alla famiglia dei sistemi di correzione acustica architettonica.

## Diffusore attivo (amplificato) e passivo (preamplificato)

Struttura di un impianto in cui si usano due altoparlanti (uno per le basse frequenze e uno per le altre frequenze). Le frequenze alte e basse sono separate da un filtro passa basso e passa alto di tipo passivo (costituito da resistenze abbinate a induttori o condensatori).

Soluzione più complessa ma di migliore qualità sonora per l'uso di due altoparlanti. Il segnale elettrico viene separato da un filtro attivo (molto più preciso del crossover passivo) nelle sue componenti (alte frequenze e basse frequenze) che sono poi amplificate da amplificatori progettati per basse e alte frequenze ed inviati ai relativi altoparlanti.

Per le esigenze del mercato alcuni costruttori hanno integrato all'interno della cassa anche l'amplificatore definendo il sistema diffusore attivo o diffusore amplificato.
Il diffusore attivo è molto apprezzato da chi lo utilizza spesso per allestimenti temporanei, giacché è un sistema singolo pronto all'uso che necessita solo di corrente e del segnale da amplificare (per altro ulteriori elementi che hanno gratificato questo sistema sono state le recenti innovazioni accessibili nell'ambito dei collegamenti wireless, e i gruppi di energia a batteria di ridotte dimensioni con - in proporzione - discreta durata); per contro in certi ambiti risulta negativo il suo peso maggiore (contenendo anche tutta l'amplificazione) e la necessità di portare il pericoloso cavo corrente e il fragile cavo segnale in luoghi in cui il solo (robusto) cavo di amplificazione sarebbe preferibile (es: palco di concerti, installazioni all'aperto o in altezza).
Nel mercato dei consumatori e amatoriale questo tipo di diffusore è apprezzato ovviamente per il suo ridotto ingombro complessivo e le questioni di peso e di cablaggio risultano meno importanti data la generale tipologia di installazione fissa (e al chiuso) quale sistema audio semi-pro casalingo o di home-video da PC.
La qualità del suono in un diffusore attivo e uno passivo è potenzialmente identica, essendo inoltre la sistemazione dell'amplificatore all'interno oppure all'esterno del diffusore percettivamente difficile da cogliere in contesti normali, una differenza molto marcata è l'ingombro in quanto le casse amplificate avendo l'amplificatore e filtri all'interno della stessa permette di risparmiare spazio e facilitarne il posizionamento, anche se questo comporta un minore volume interno della cassa e un'ipotetica differenza nella risposta acustica. Le casse amplificate, per il fatto che sono sistema di altoparlanti, pilotato da un sistema di equalizzazione e amplificazione espressamente studiato per lui, rende la risposta in frequenza della cassa più affidabile, in quanto ogni singolo altoparlante può essere pilotato con la sola gamma di frequenze specifiche e dedicate, evitando sovrapposizioni con le altre e migliorando la copertura del segnale. I sistemi passivi o preamplificati, in cui i più disparati modelli di casse a più altoparlanti possono essere pilotati dai più disparati amplificatori ed equalizzatori, richiedono un'adeguata calibrazione di potenza e di risposta in frequenza, rendendoli di fatto sistemi adatti a soggetti esperti o con buona dimestichezza e conoscenza, ma non adatti a principianti non istruiti sull'argomento; di contro un sistema con amplificatore esterno permette di migliorare la resa nel tempo, in quanto permette di compensare una sostituzione degli altoparlanti della cassa con modelli e caratteristiche differenti, permettendo una maggiore versatilità del sistema.

## Tecniche costruttive
Le tecnologie adottate nei diffusori sono le più varie. Gli altoparlanti magnetodinamici, in cui una bobina percorsa dalla corrente di segnale, solidale alla membrana che così sollecitata emette il suono, è immersa in un flusso magnetico generato da un magnete permanente, montati in cassa chiusa o variamente accordata sono i più usati. L'elettrostatica, già in uso negli anni quaranta, viene impiegata ancora oggi; in generale una sottile membrana di diverse dimensioni è preposta alla riproduzione di alcune frequenze. La membrana è posta tra due griglie che sono alimentate con un differenziale elettrico di alcune migliaia di volt, mentre la membrana stessa che presenta una superficie conduttiva è alimentata dalla sola tensione del segnale elettrico destinato a generare il suono. Il vantaggio di questa soluzione è quello di una membrana acustica pilotata in ogni suo punto, di contro ci sono diverse limitazioni ma in generale da molti appassionati il suono elettrostatico in particolare riferito alla riproduzione delle note medio alte è considerato impareggiabile.
Nel 1969, Jim Winey, progettista di sistemi elettrostatici e fondatore della società statunitense Magnepan, brevetta la tecnologia definita isodinamica (il prefisso iso sta a significare che il campo magnetico è distribuito uniformemente su tutta la membrana). Questa non necessita di tensioni di polarizzazione, in quanto il campo magnetico necessario è generato da una serie di magneti permanenti distribuiti su tutta l'area della membrana, è quindi un metodo a metà strada tra quello elettrostatico e quello magnetodinamico. L'altoparlante è costituito (per le frequenze basse e medie) da un foglio di mylar dello spessore di 12 micron, sul quale, in corrispondenza dei magneti permanenti, è incollato un lungo sottile filo di alluminio disposto geometricamente a greca, anche per riprodurre le frequenze alte è impiegato l'alluminio, sotto forma di nastro dello spessore di 25 micron, anch'esso posto tra magneti.
Vi sono poi altoparlanti a nastro o planari realizzati con tecnologie particolari anche molto diverse tra loro.
Il mobile che costituisce un diffusore costruito con altoparlanti magnetodinamici deve avere caratteristiche di buona rigidità e insensibilità alle sollecitazioni meccaniche cui è sottoposto dai trasduttori. Il materiale più usato è il legno nelle sue molteplici varietà, materie plastiche composite, miscele di resine con aggiunta di polvere di marmo, grafite. Negli anni cinquanta iniziano a diffondersi diffusori che avevano doppie pareti in legno con l'intercapedine che poteva essere riempita di sabbia, la soluzione di riempire le intercapedini o i supporti dei diffusori con la sabbia per metà o 2/3 del volume complessivo, permette di ridurre le vibrazioni.

## Diffusori virtuali
I diffusori acustici possono essere virtualizzati tramite l'uso di diffusori acustici allocati in postazioni differenti e con l'uso di inclinazioni e direzioni che permettano di riflettere il suono (su una parete o pannello audio-riflettente) in modo da simulare la posizione del diffusore acustico virtualizzato, questo andrebbe eseguito anche gestendo i tempi di riproduzione del suono, andando ad anticipare la riproduzione dei diffusori virtuali o ritardare gli altri diffusori.

## Soundbar
Si tratta di una configurazione che va a unire più diffusori acustici (che rappresentano i vari canali audio) in un'unica soluzione fisica, il che permette di ridurre l'impatto nella stanza di ascolto (evitando di occupare spazi), facilitare l'installazione (non dovendo richiedere l'installazione delle rispettive linee di alimentazione e/o di segnale per diffusore), ma con impostanti limitazioni sulla versatilità e precisione di riproduzione, in quanto sono soluzioni basate su specifiche situazioni, che non permette di adattare e personalizzare l'impianto audio in base a tutte le esigenze.
Queste soluzioni vanno da un minimo di due canali fino al 7.1.4, dove il subwoofer è un elemento a sé stante e generalmente connesso tramite connessioni senza fili, mentre i canali laterali e superiori sono virtualizzati tramite diffusori direzionati e che richiedono specifiche distanze delle pareti e posizione dell'ascoltatore, per quanto riguarda i canali posteriori, questi possono essere virtualizzati o essere elementi a sé stanti come nel caso del subwoofer.
Maggiore è la lunghezza della soundbar e maggiore è l'effetto avvolgente (surround), oltre a dare la possibilità di gestire più canali audio; le soluzioni senza elementi separati e canali virtuali arrivano a coprire dal semplice stereo (2.0) fino a tre diffusori (audio multicanale 3.0), il canale subwoofer richiede quasi sempre un elemento a parte (in alcuni casi viene integrato nella soundbar che in questo caso essendo un unico elemento prende il nome di soundbar all in one), altri canali che possono essere coperti da elementi separati sono i due posteriori (per le configurazioni multicanale da 5.1 o superiore), quindi nel caso di soluzioni senza elementi virtualizzati ma con elementi separati (da 1 a 3 diffusori) si va da una soluzione multicanale minima di 2.1 fino a 5.1, i diffusori virtualizzati possono arrivare a coprire fino a 8 canali (2 posteriori, 2 laterali, 4 da soffitto), quindi nel caso di soluzioni che utilizzano tutte le tecniche e quindi con elementi separati e elementi virtualizzati si va da una soluzione multicanale di 5.1 (3.1.2 3 canali frontali, 1 subwoofer e 2 canali posteriori virtualizzati) a 7.1.4.
Le soundbar possono lavorare in sinergia con i televisori o monitor se connessi tramite l'HDMI ARC (o eARC), il che consente ipoteticamente di aggiungere due canali audio extra; altre funzioni che possono essere presenti sono l'analisi spaziale, che porta a modificare l'equilibrio dei vari canali, in modo da compensare l'ascolto e renderlo più omogeneo nelle diverse situazioni, evitando le eventuali distorsioni date da una configurazione non adeguata (soundbar non centrata nella stanza o con pareti troppo vicine, ecc.).